# Llista de peixos de Noruega

Localització de Noruega a Europa

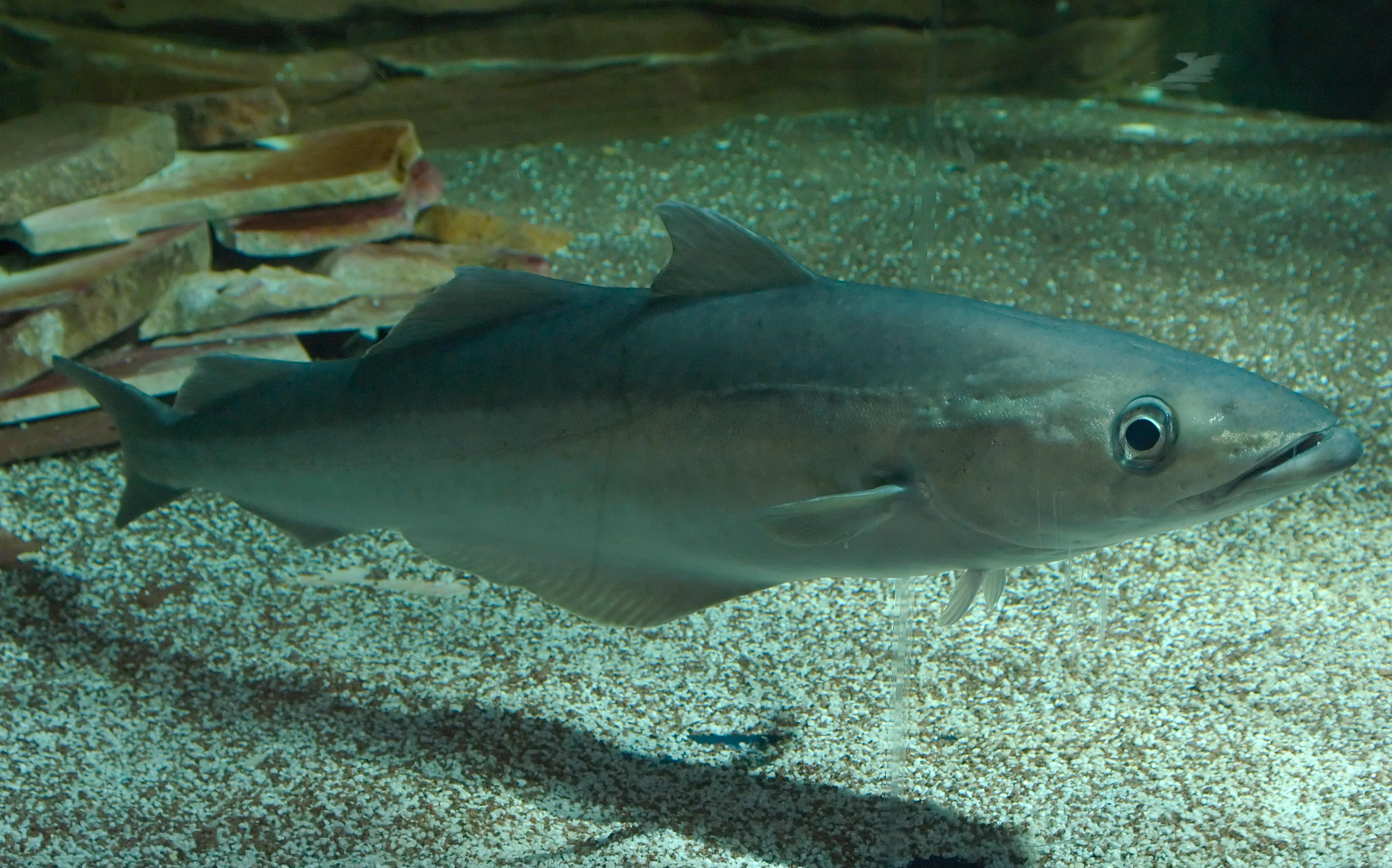
Abadejo (Pollachius pollachius)

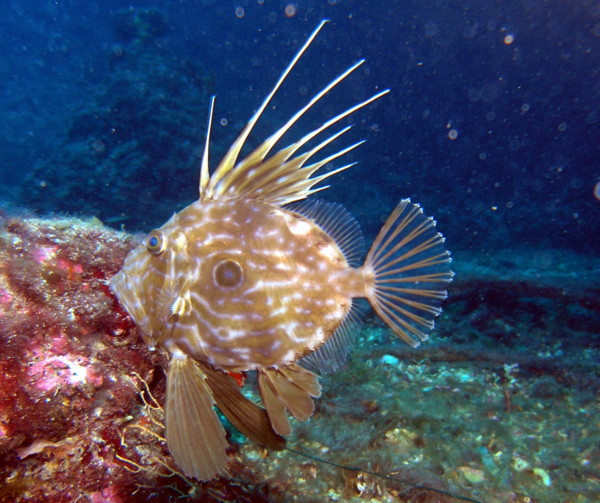
Gall de Sant Pere (Zeus faber)

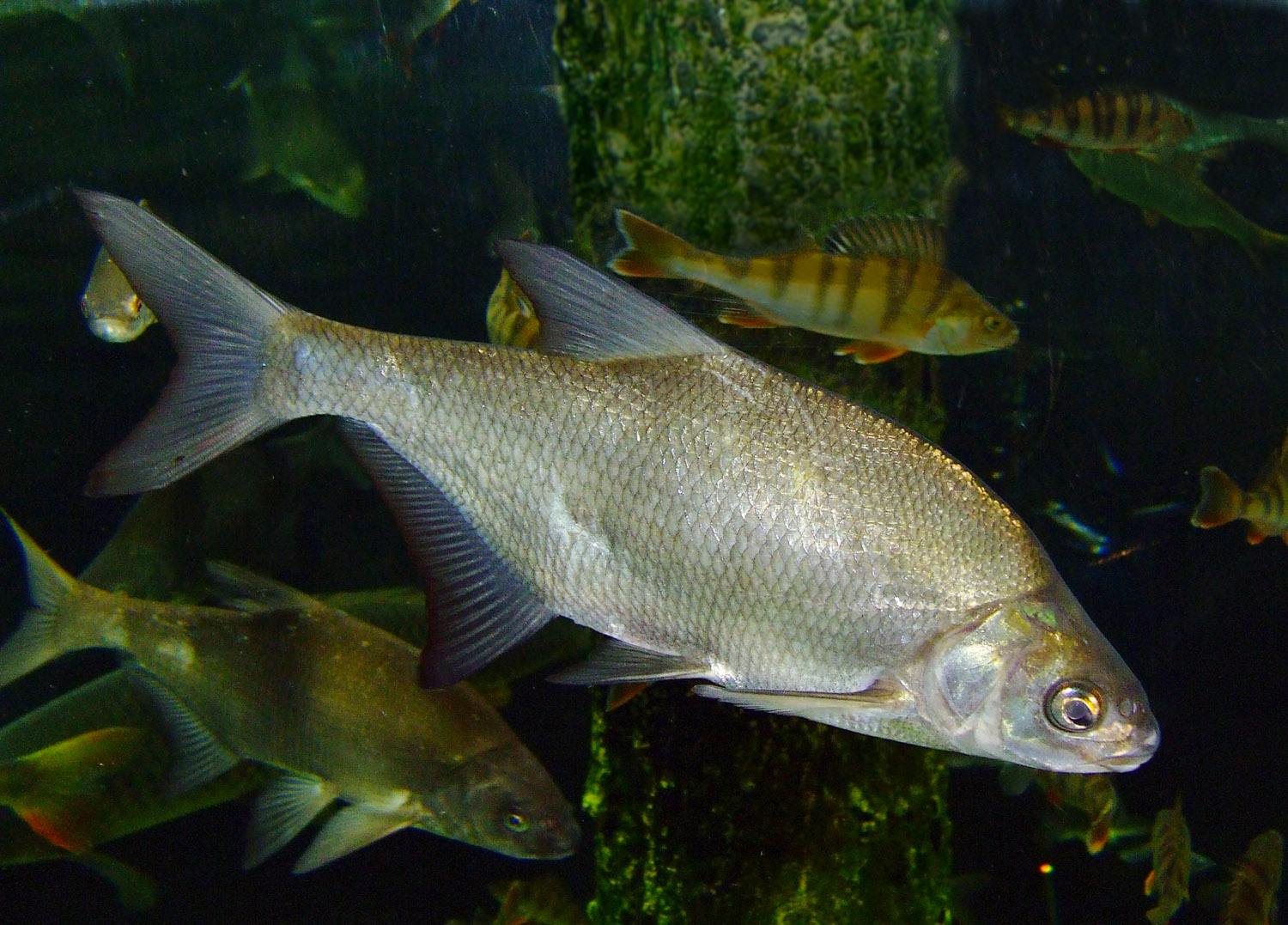
Brema (Abramis brama)

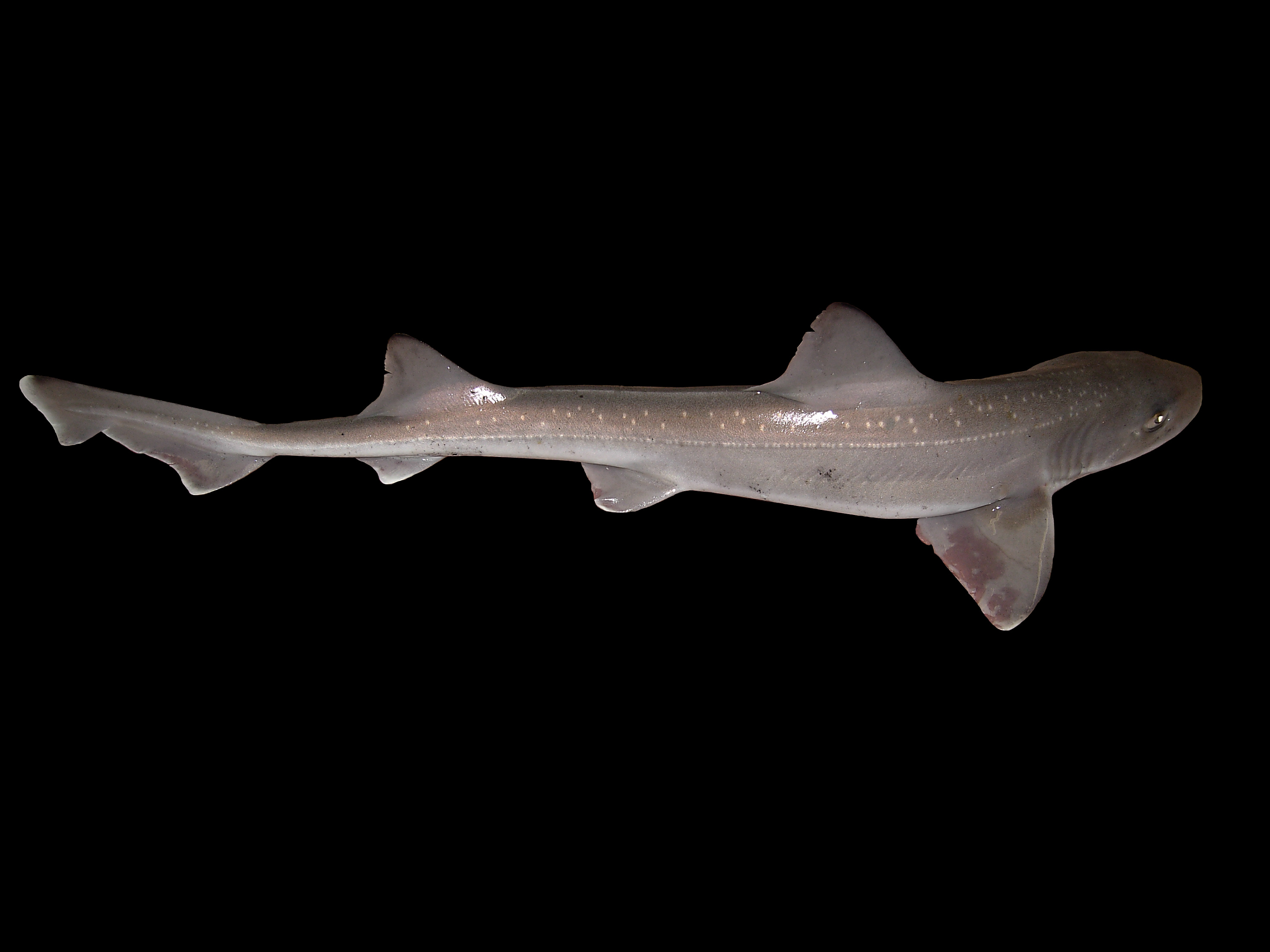
Mussola gravatja (Mustelus asterias)

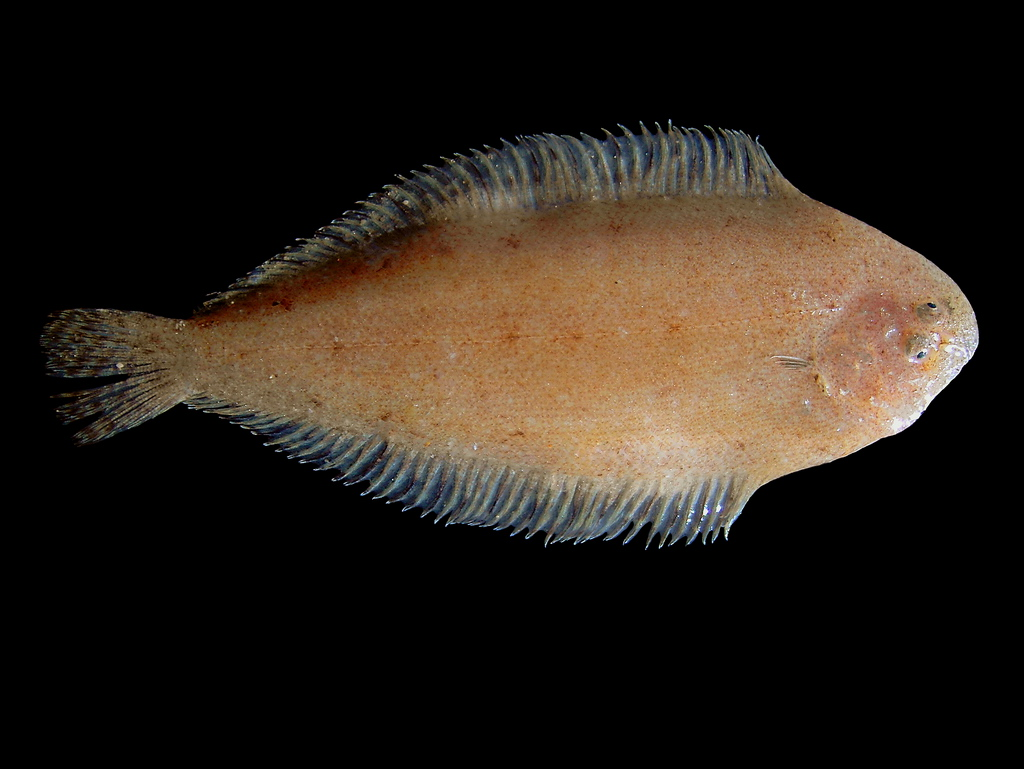
Palaí xic (Buglossidium luteum)

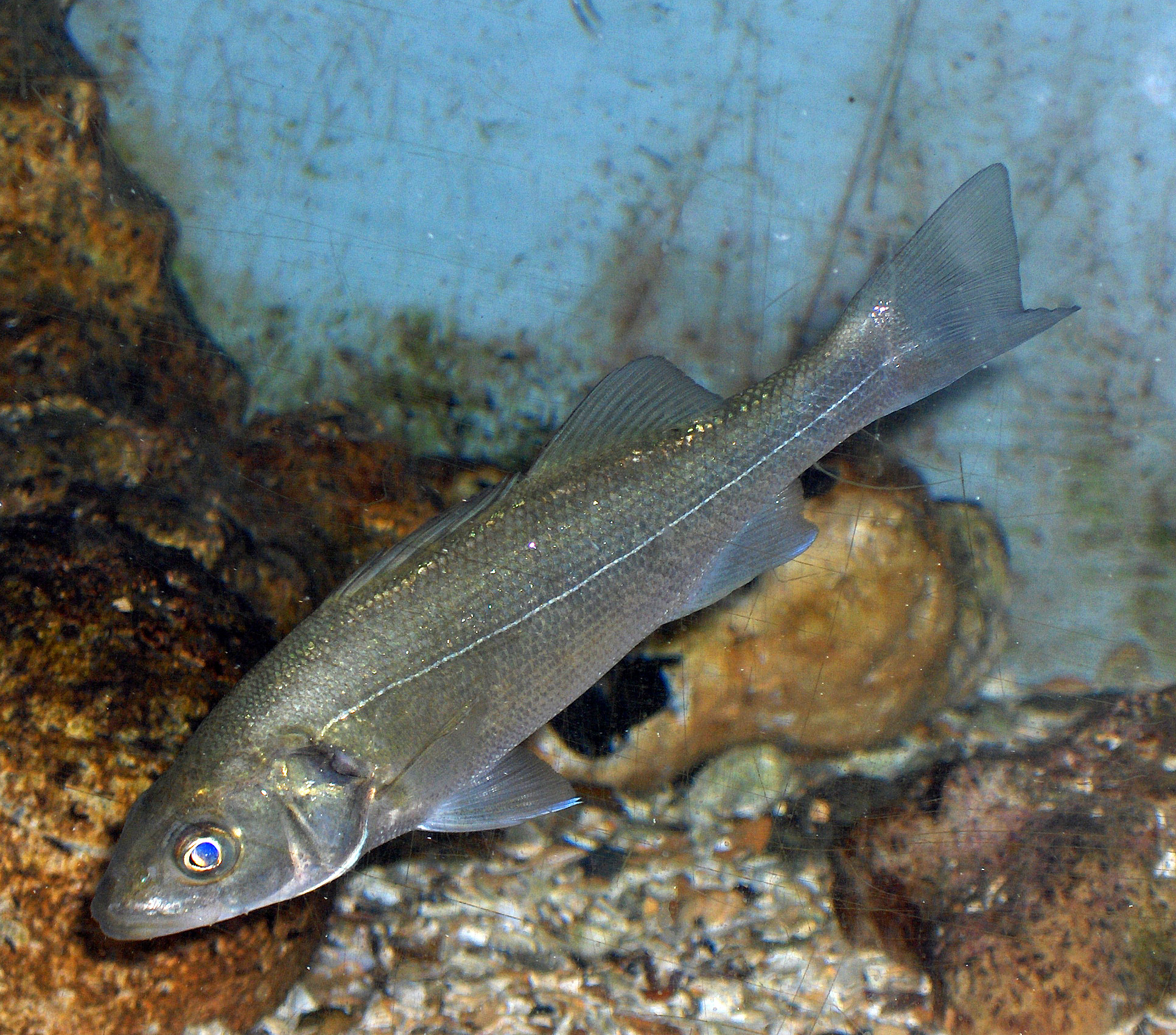
Llobarro (Dicentrarchus labrax)

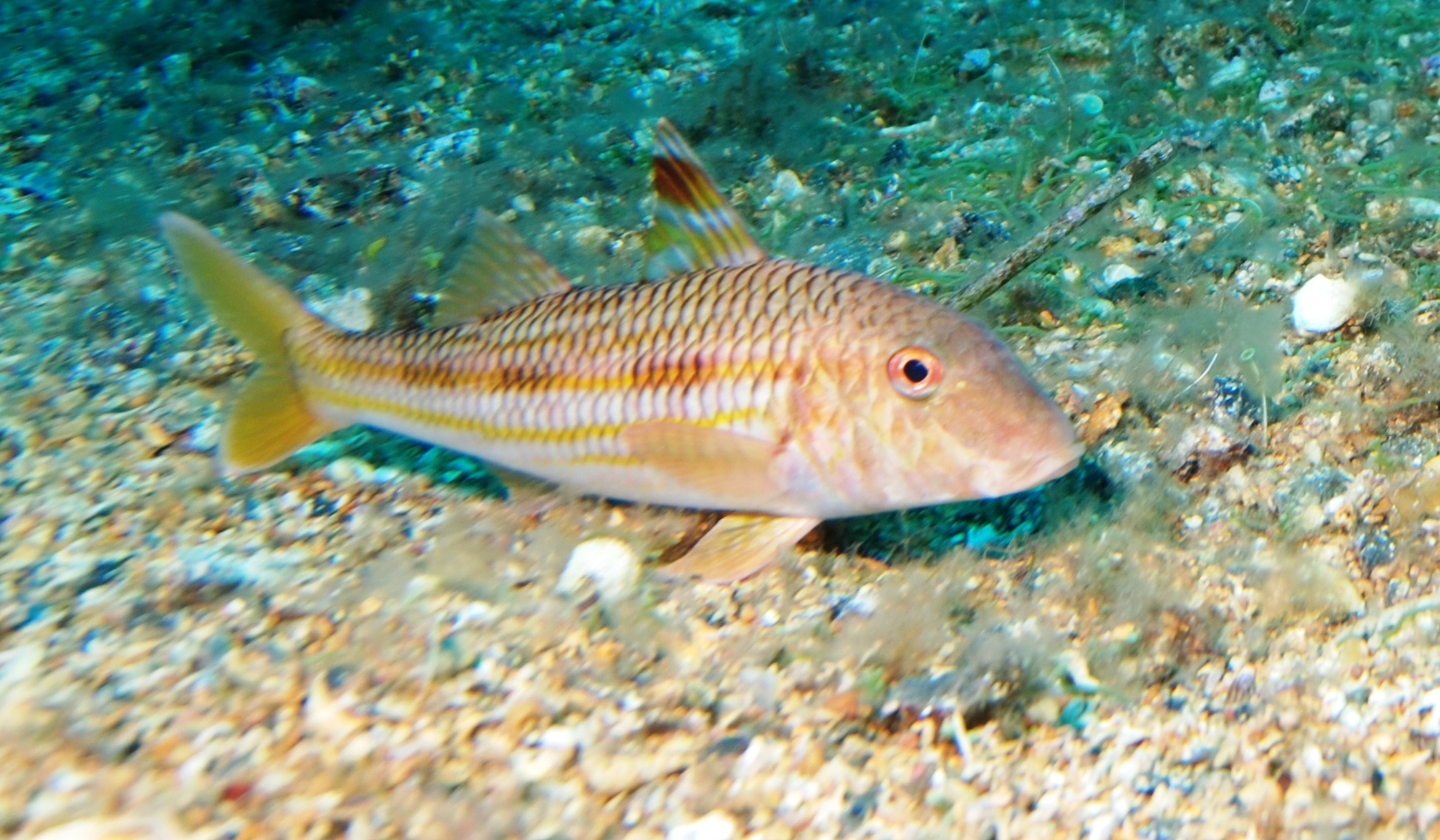
Moll de roca (Mullus surmuletus)

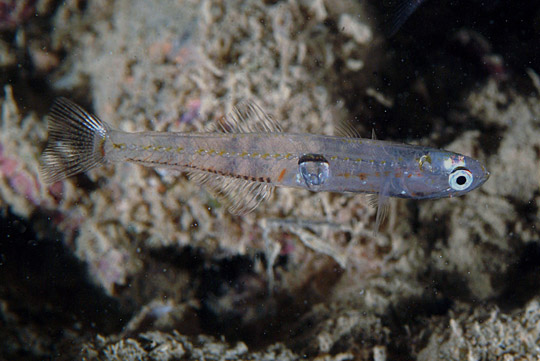
Xanguet (Aphia minuta)

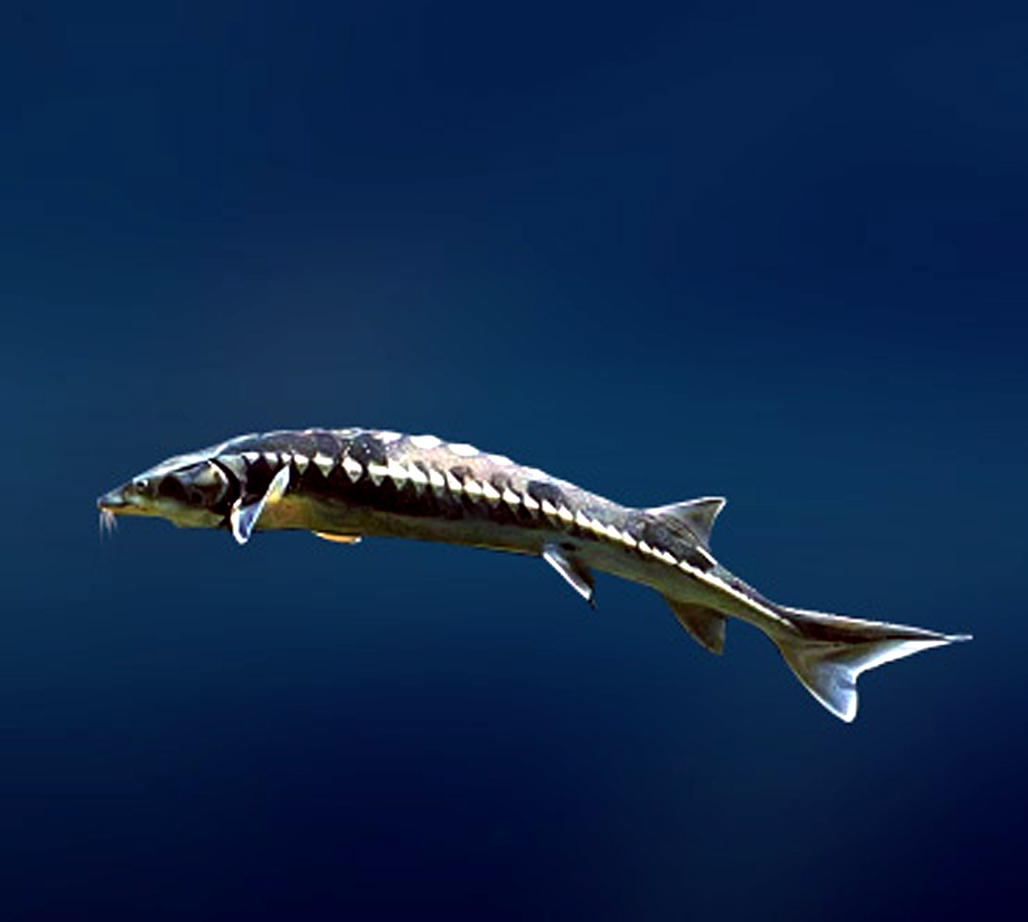
Esturió comú (Acipenser sturio)

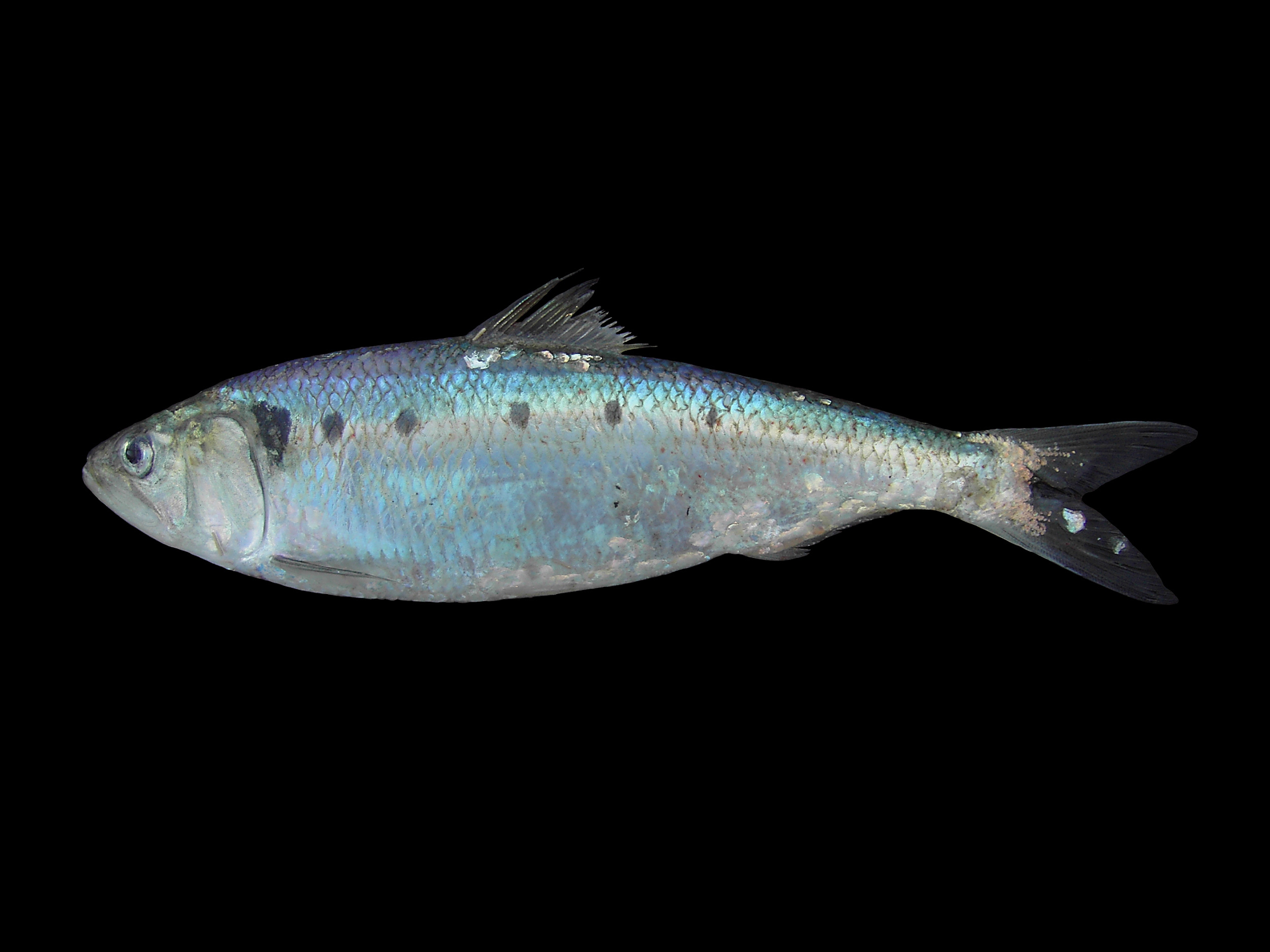
Alosa fallax

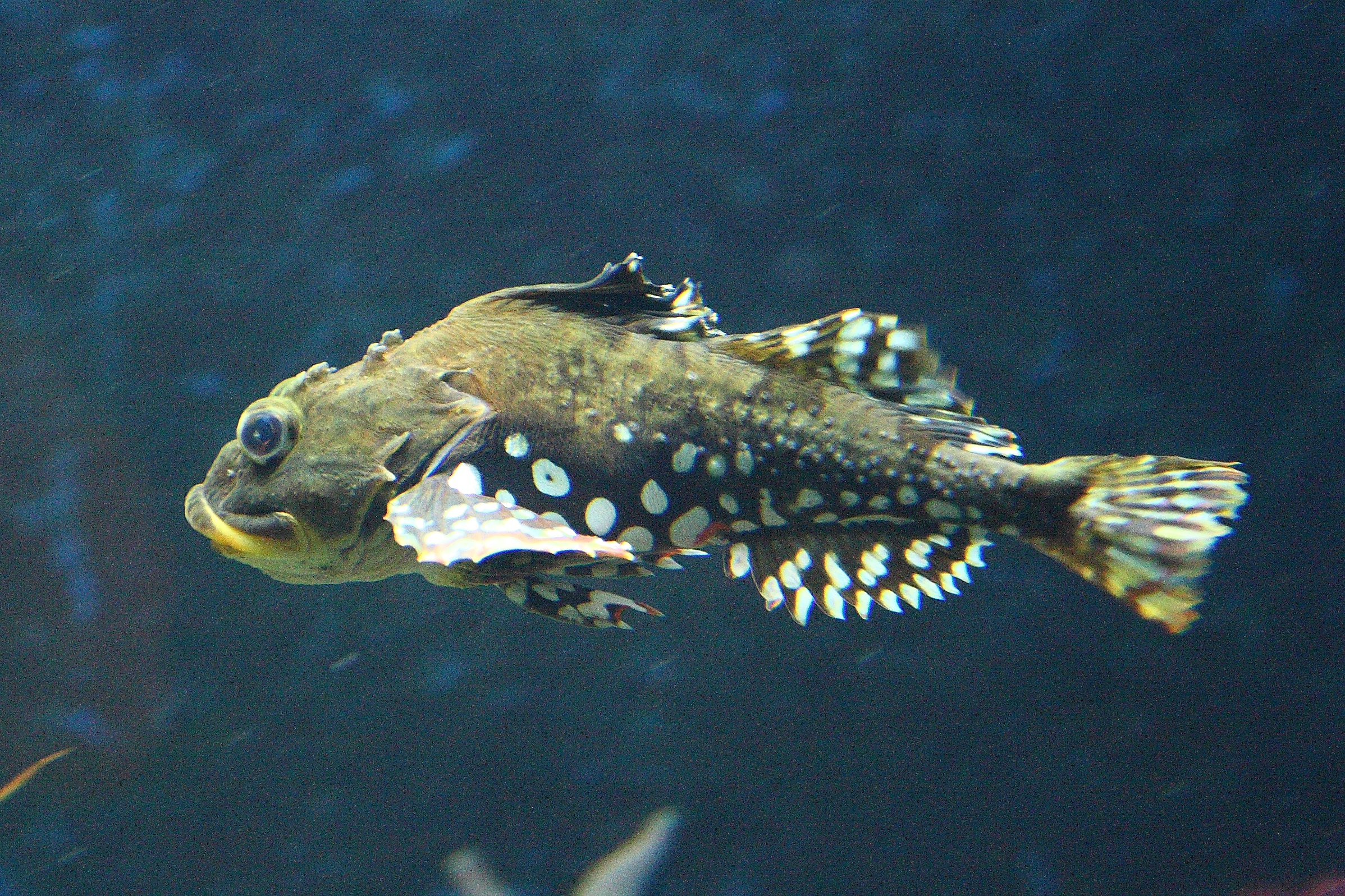
Escorpí de mar d'espines curtes (Myoxocephalus scorpius)

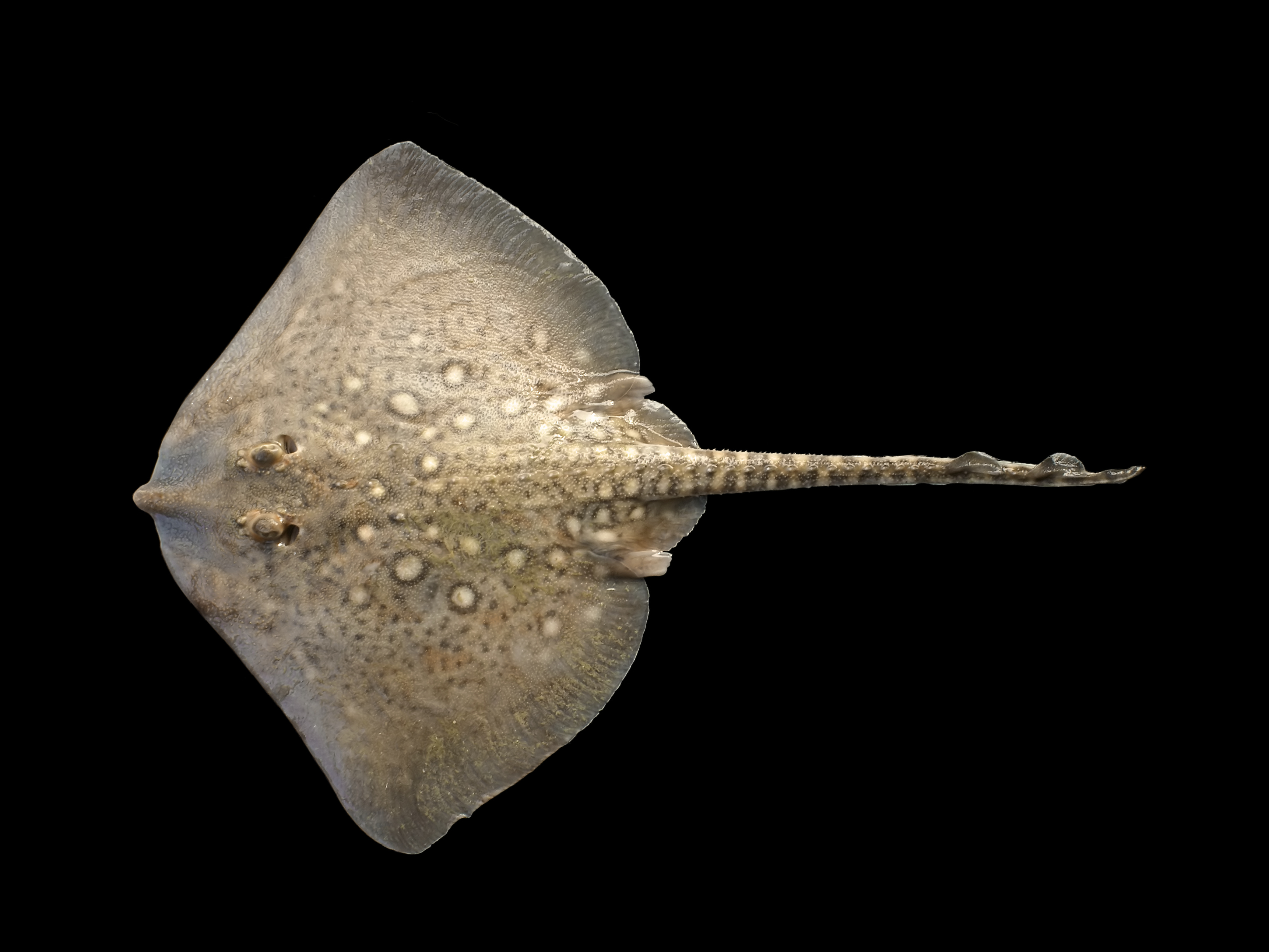
Clavellada (Raja clavata)

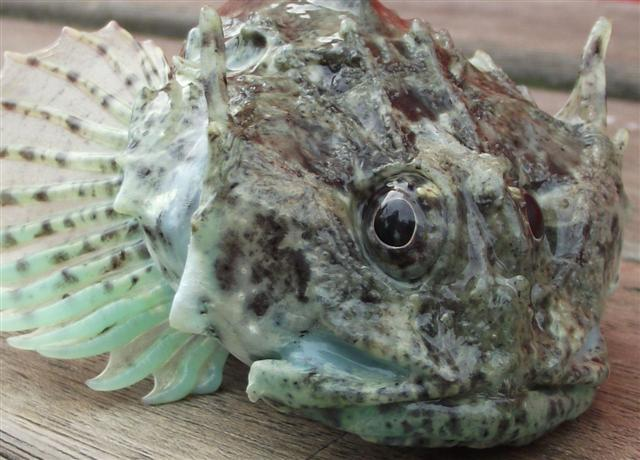
Escorpí de mar d'espines llargues (Taurulus bubalis)

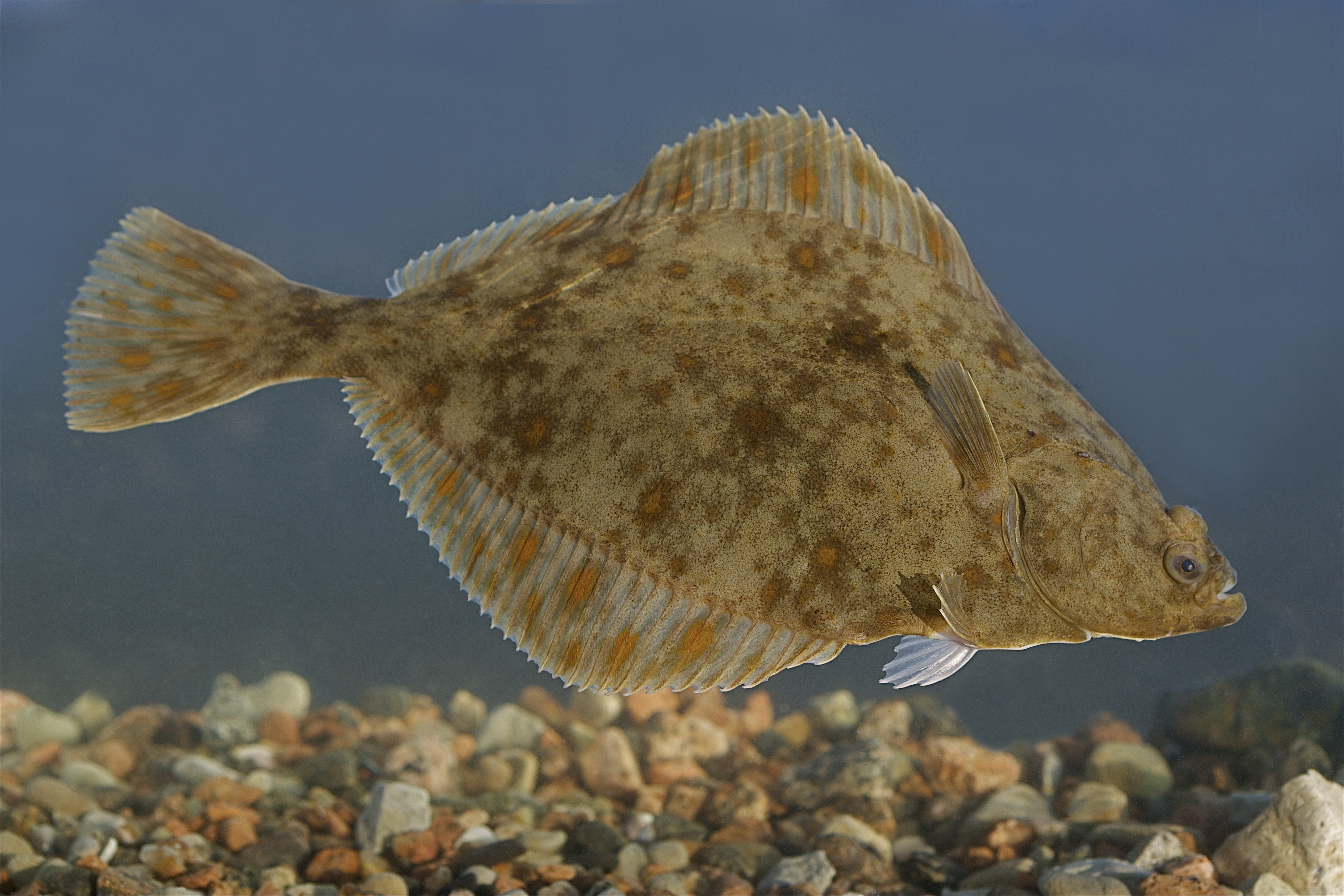
Rèmol de riu (Platichthys flesus)

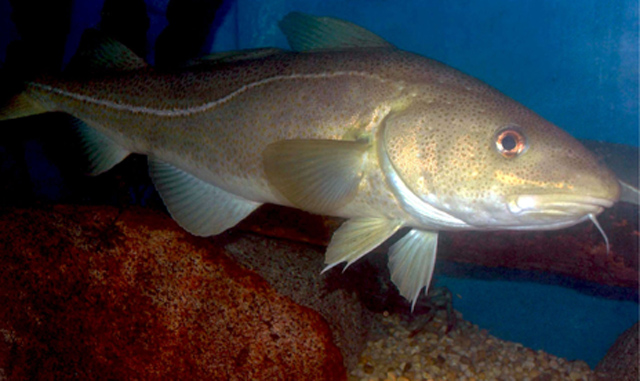
Bacallà de l'Atlàntic (Gadus morhua)

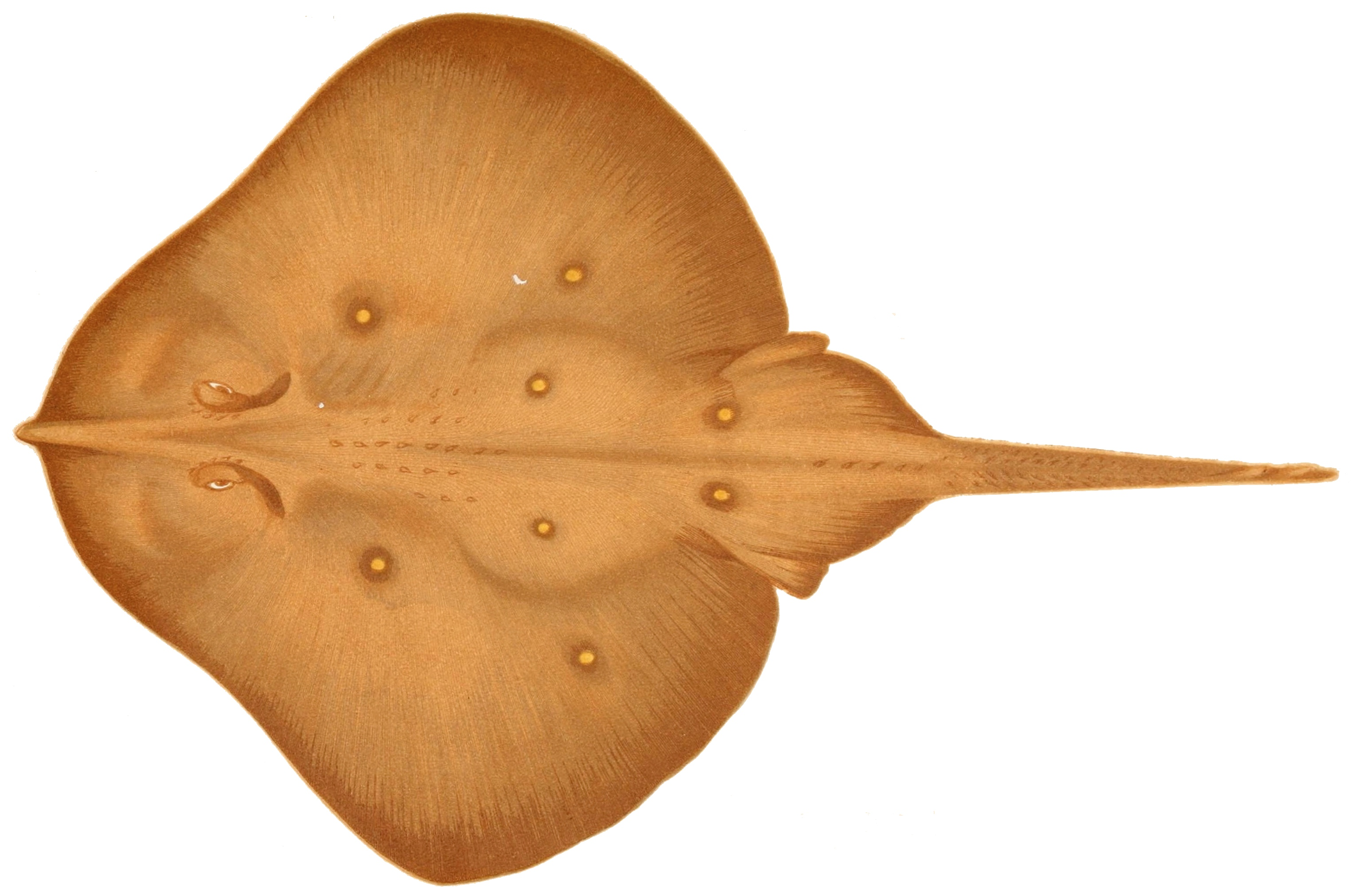
Rajada d'anells (Leucoraja circularis)

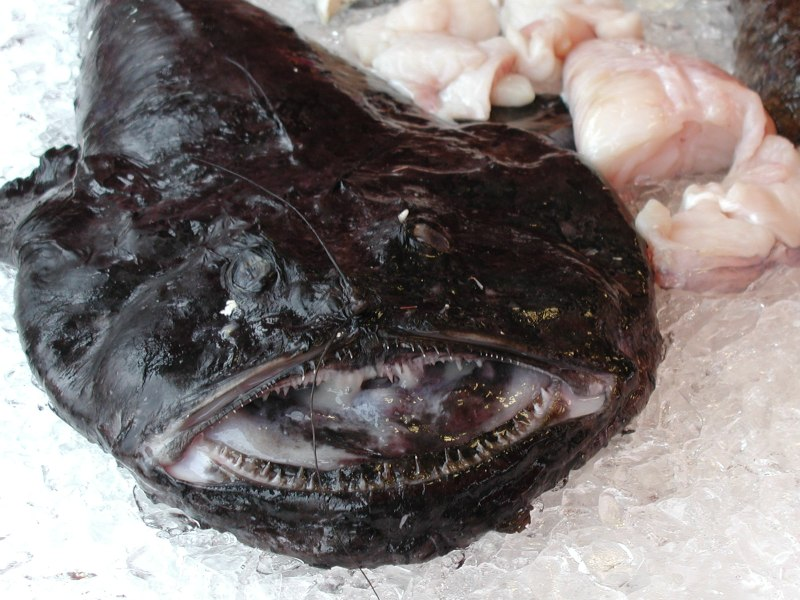
Rap (Lophius piscatorius)

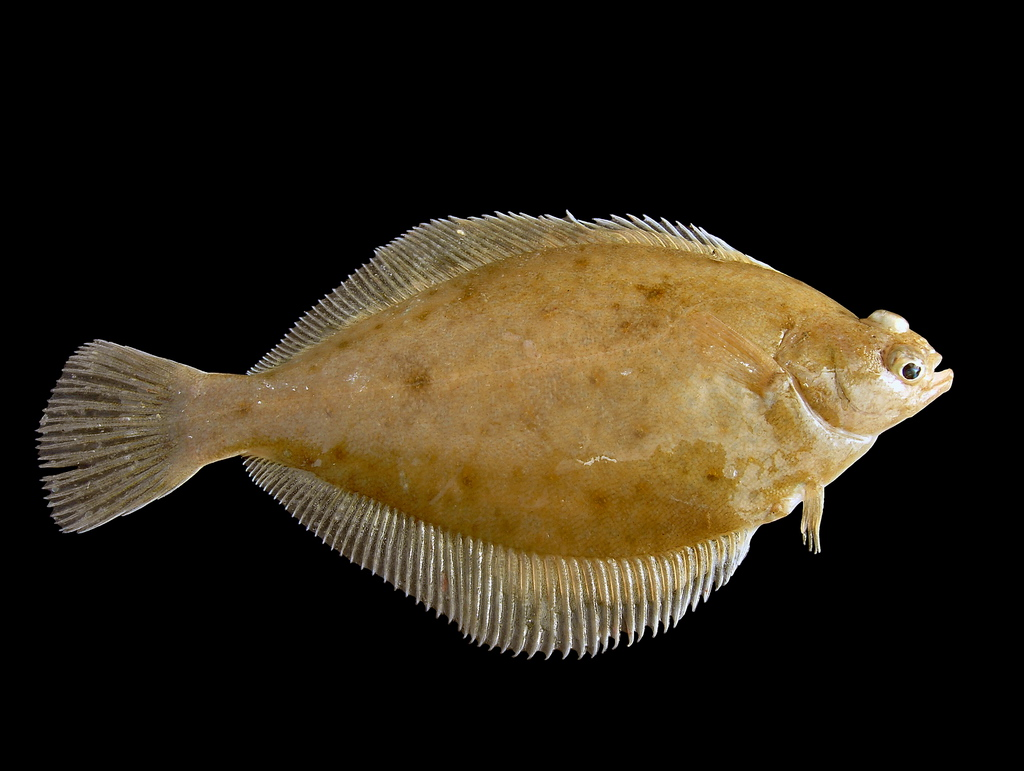
Limanda (Limanda limanda)

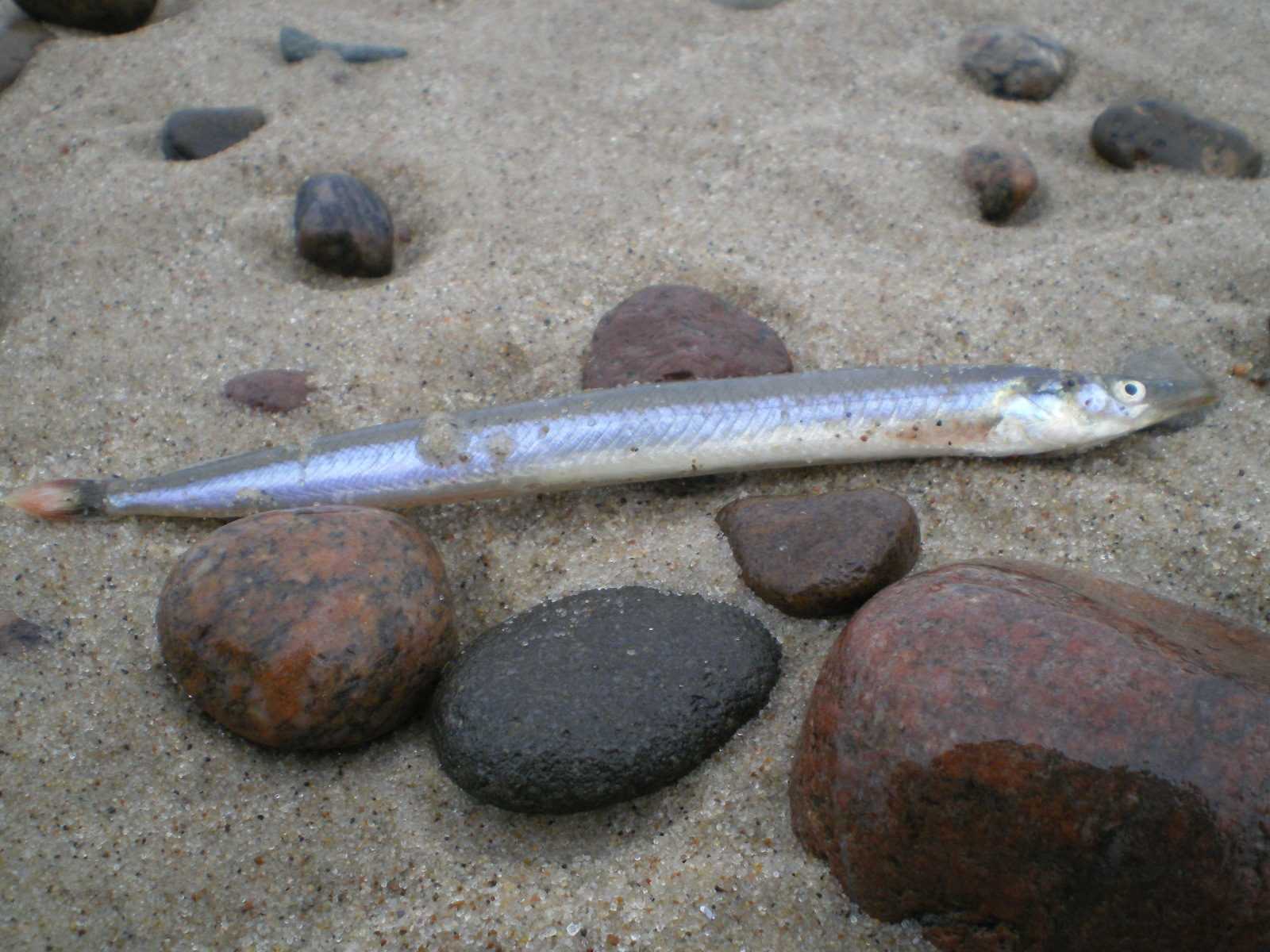
Trencavits (Ammodytes tobianus)

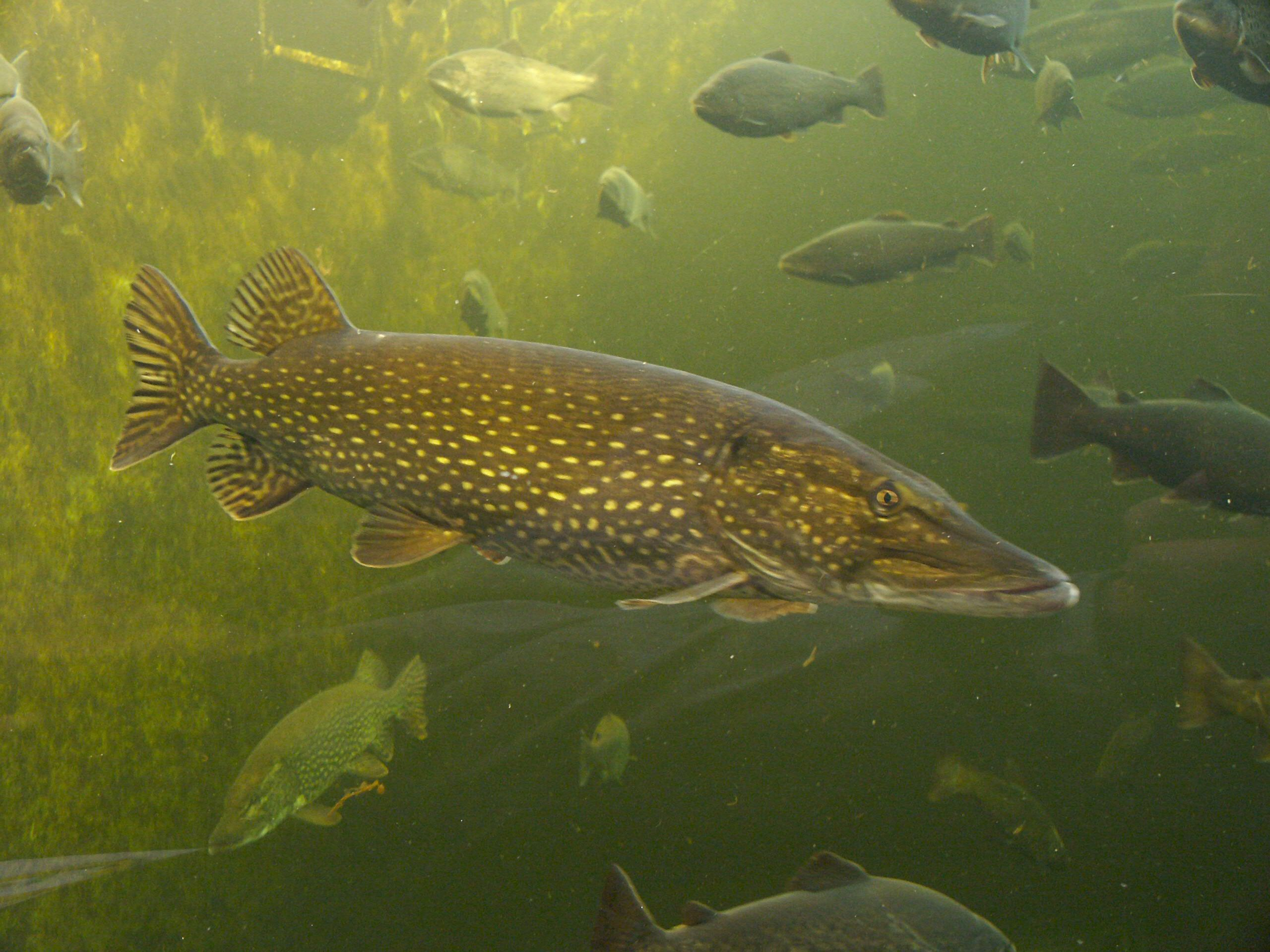
Lluç de riu (Esox lucius)

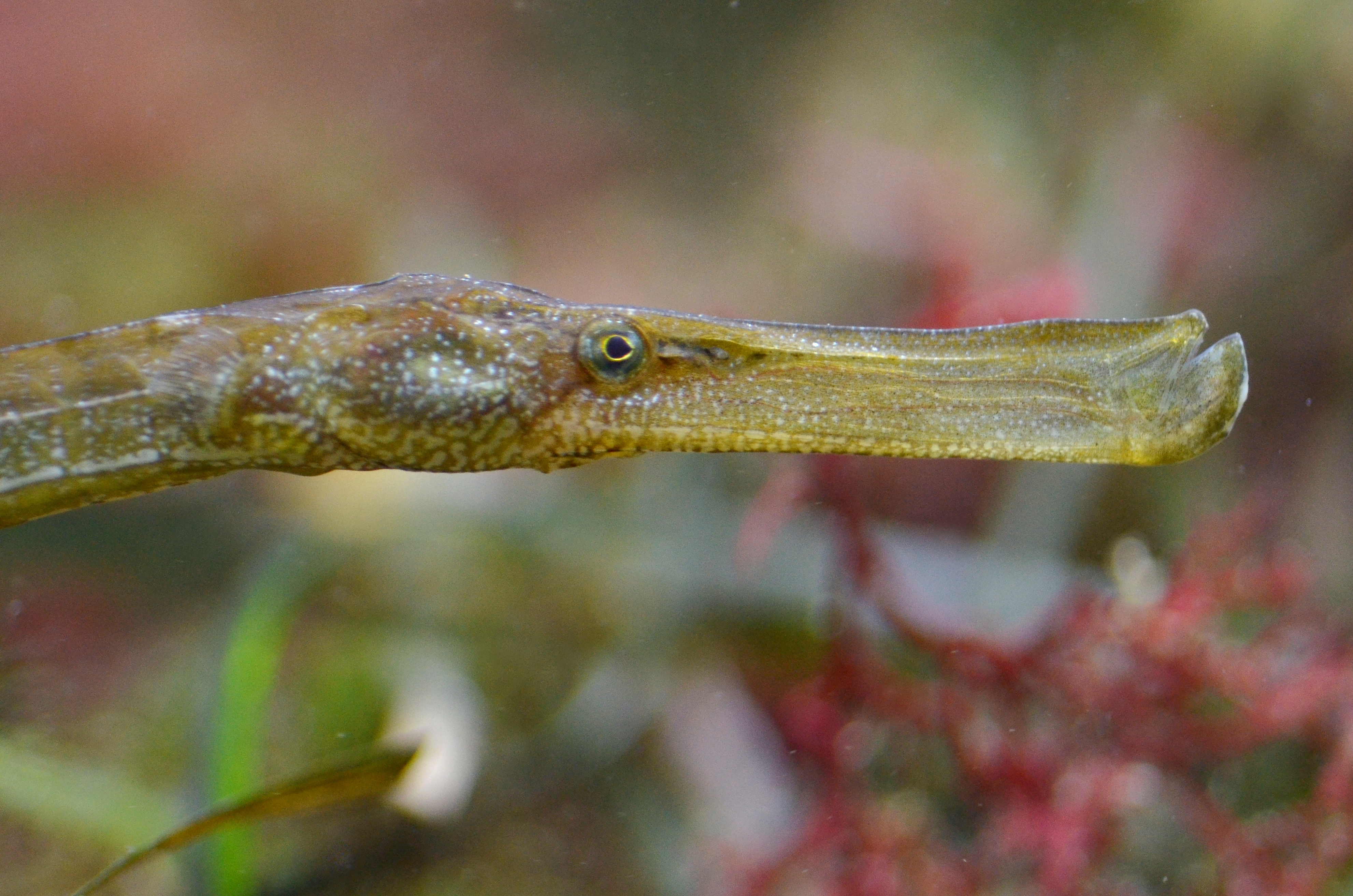
Serpentí (Syngnathus typhle)

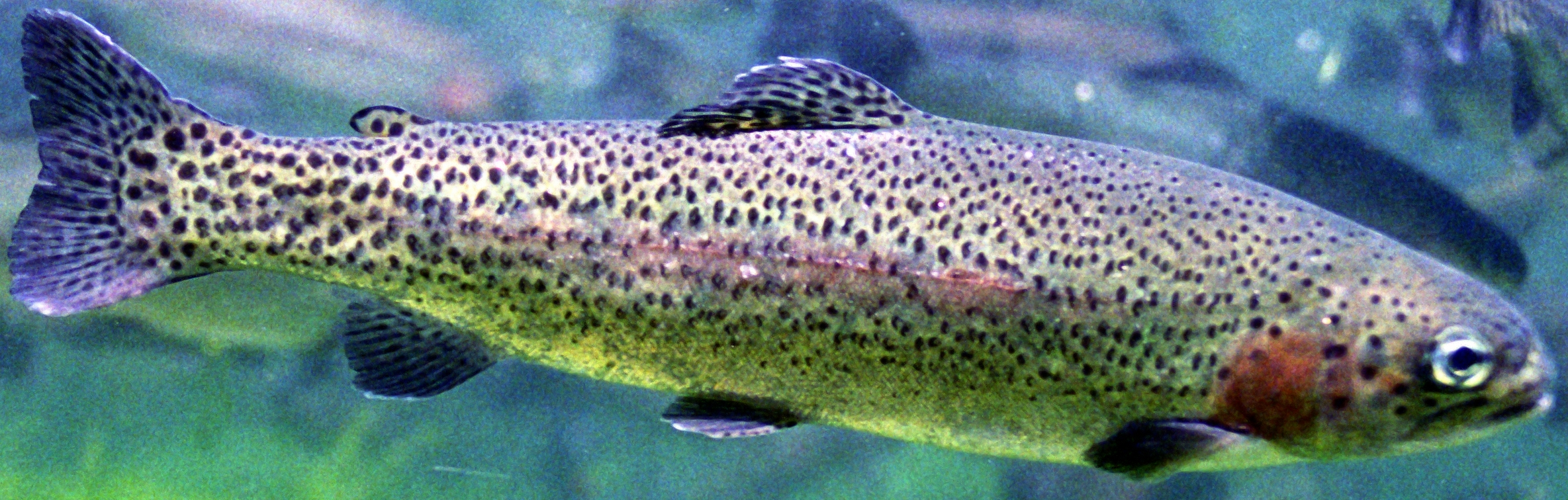
Truita arc de Sant Martí (Oncorhynchus mykiss)

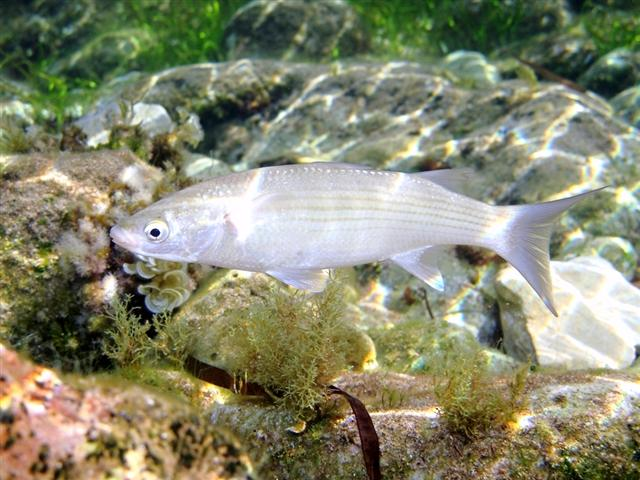
Llissa vera (Chelon labrosus)

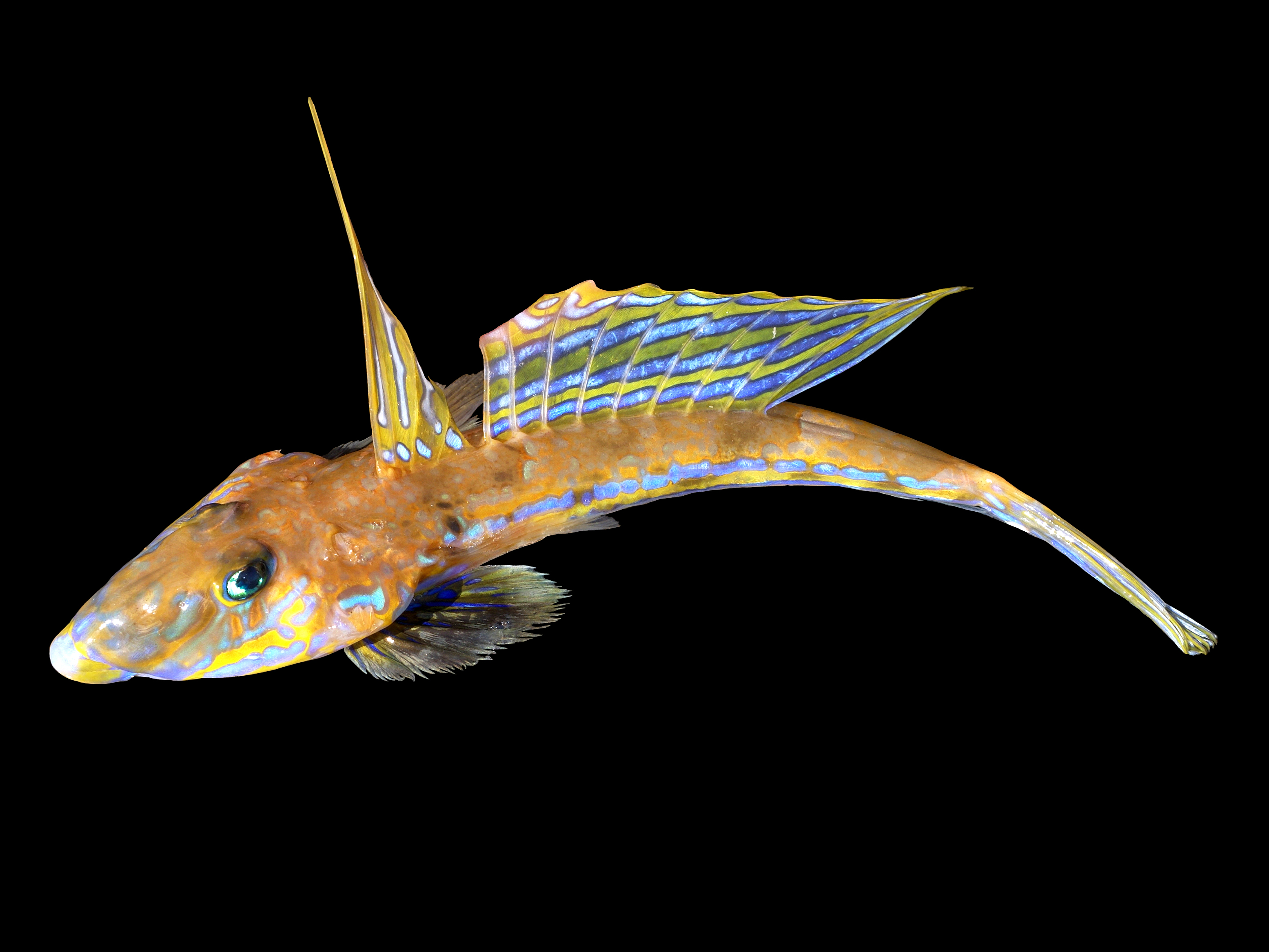
Dragó lira (Callionymus lyra)

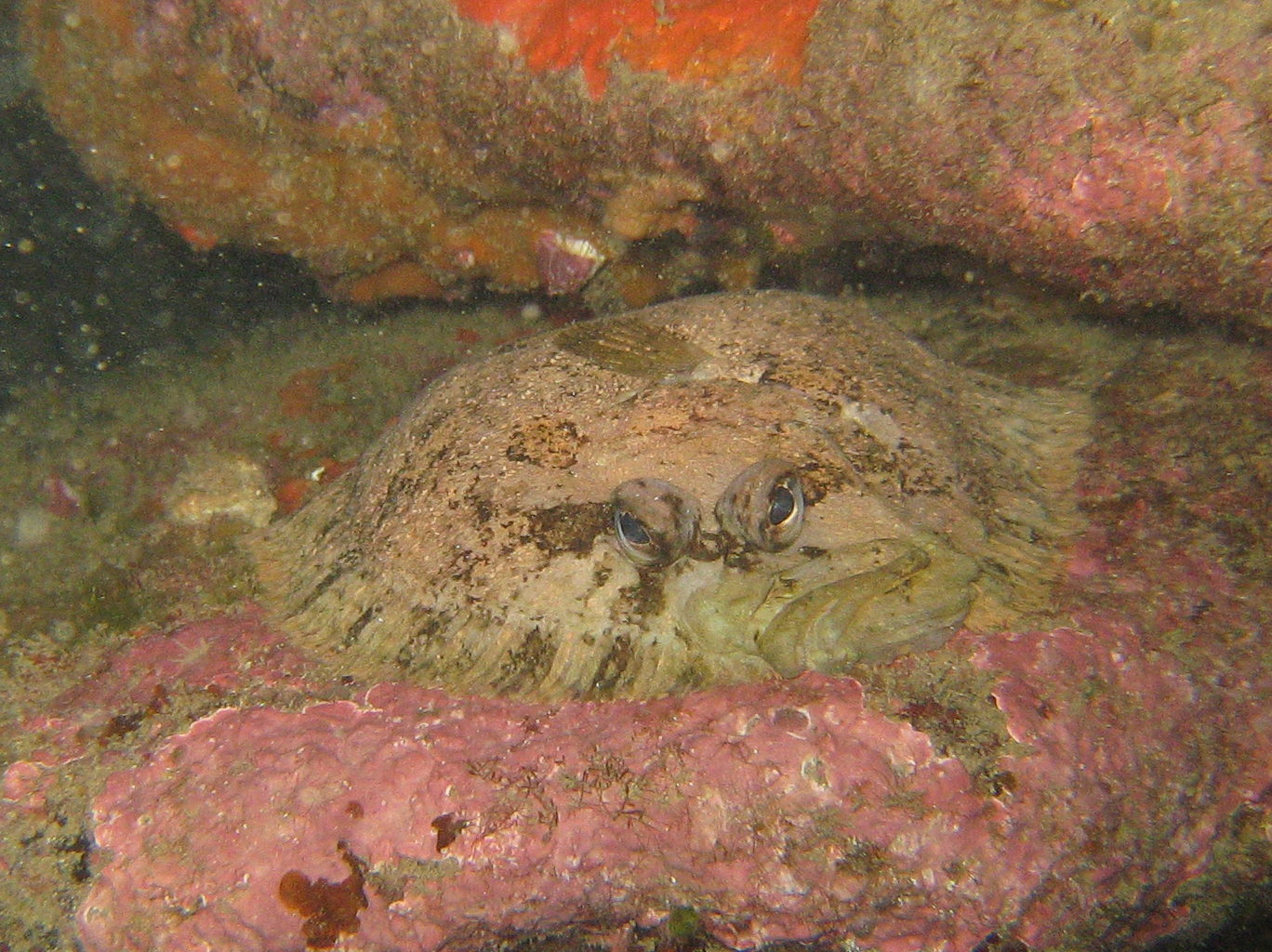
Rèmol de roca (Zeugopterus punctatus)

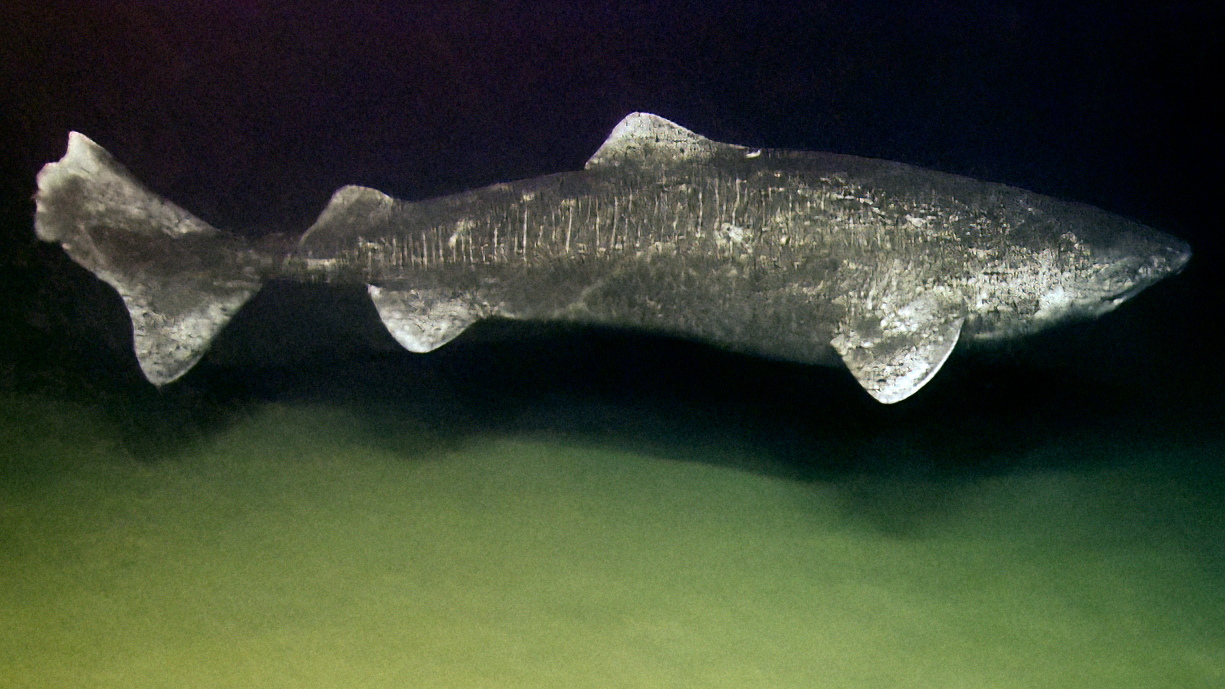
Tauró de Groenlàndia (Somniosus microcephalus)

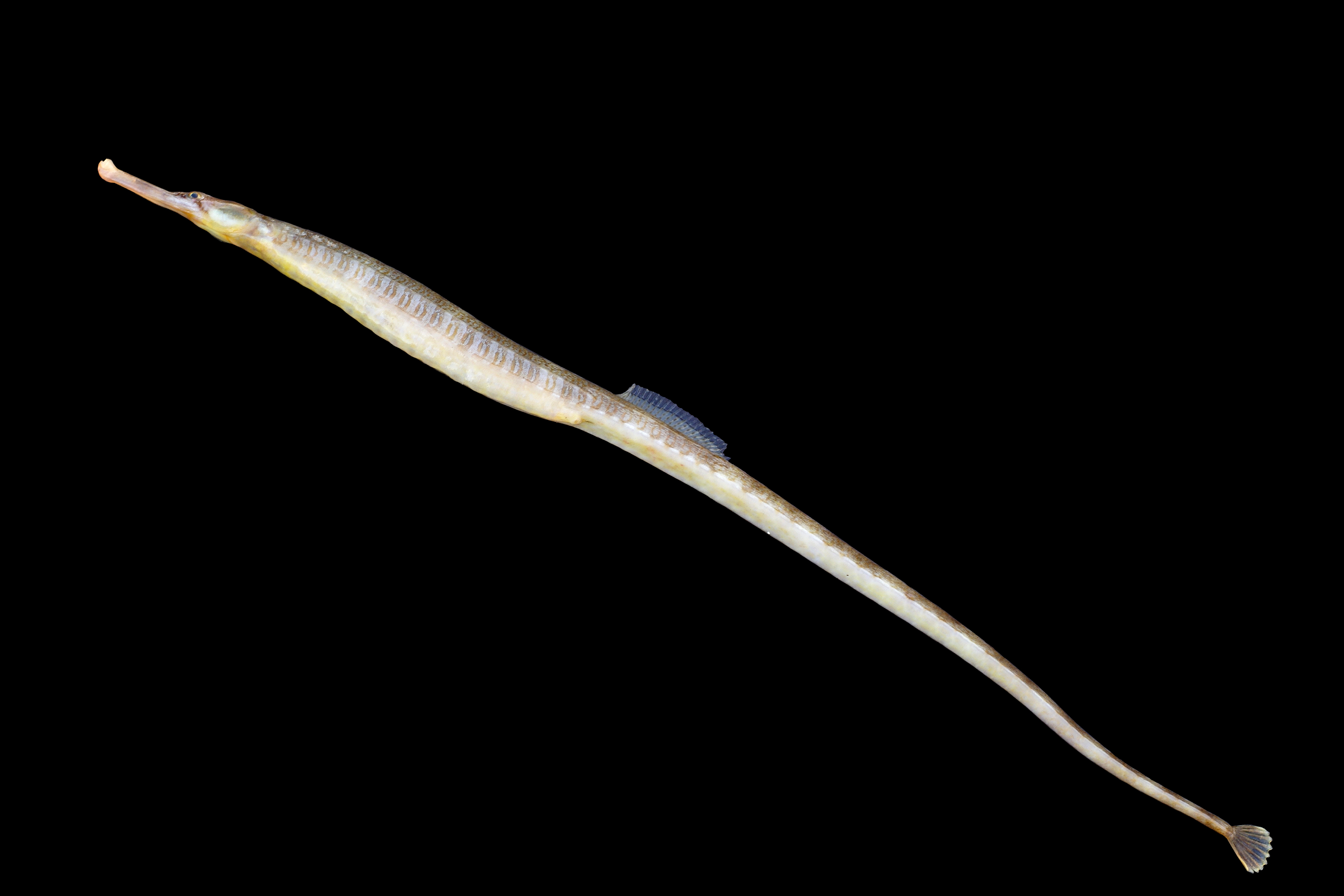
Agulleta (Syngnathus acus)

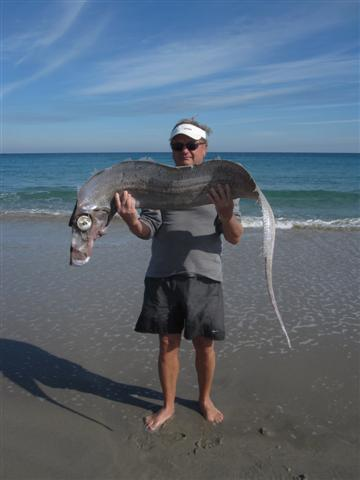
Trachipterus arcticus

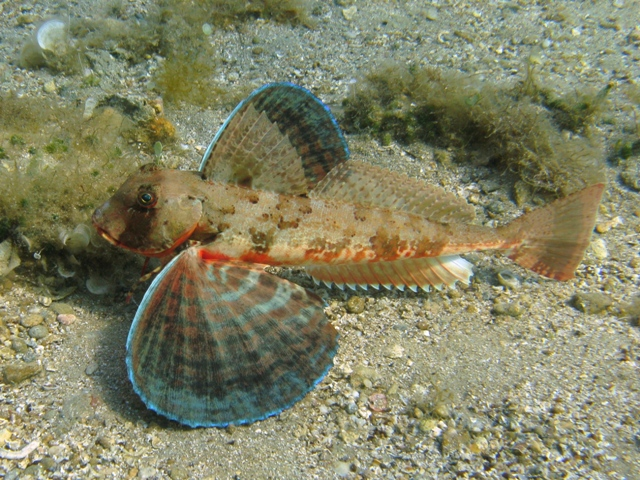
Gallineta (Trigloporus lastoviza)

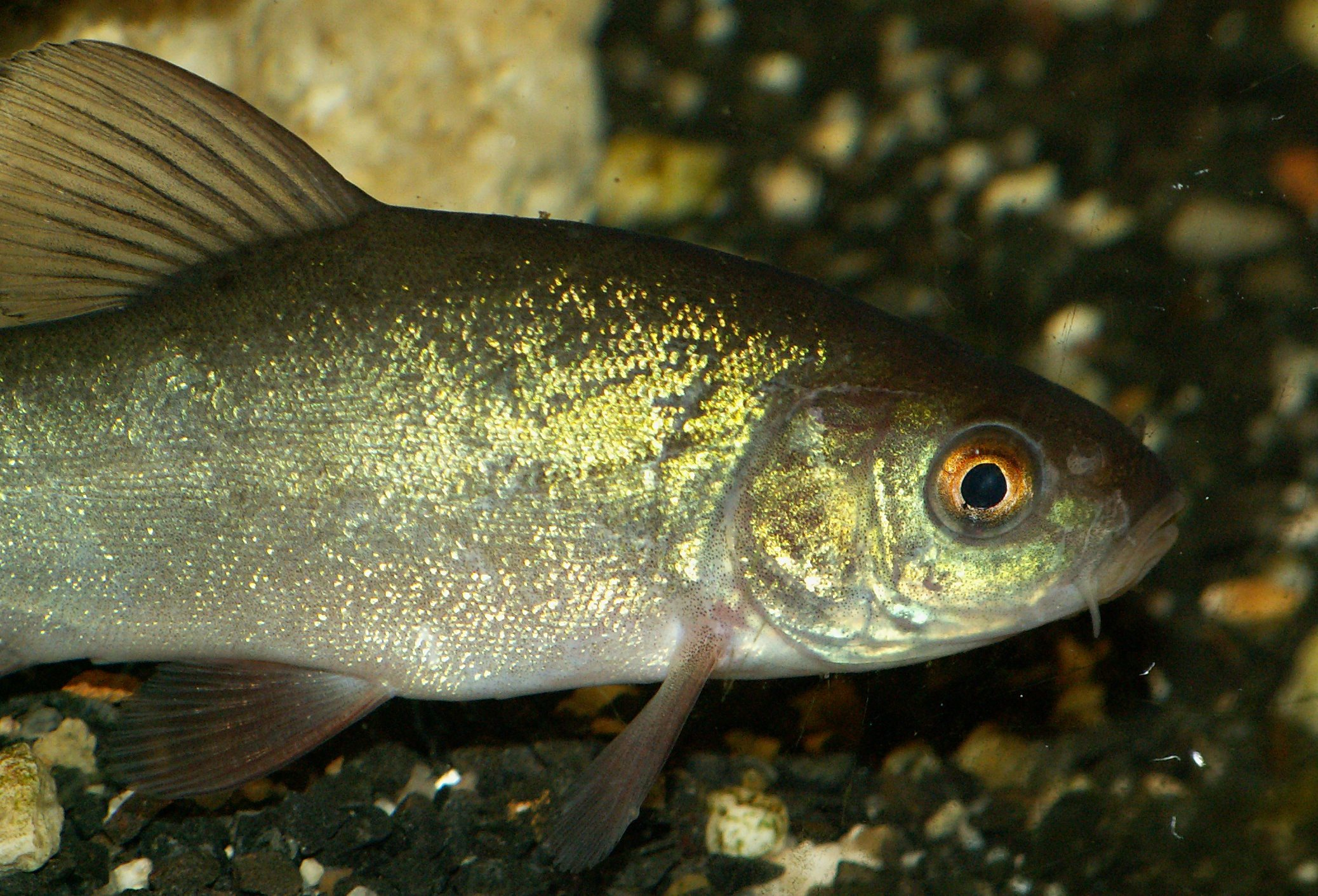
Tenca (Tinca tinca)

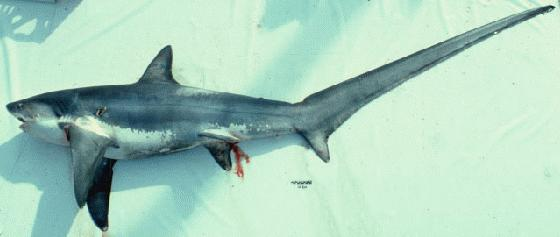
Peix guilla (Alopias vulpinus)

Aquesta llista de peixos de Noruega inclou les 290 espècies de peixos que es poden trobar actualment a Noruega ordenades per l'ordre alfabètic de llur nom científic.

## A
- Abramis brama
- Acantholabrus palloni
- Acipenser sturio
- Agonus cataphractus
- Alopias vulpinus
- Alosa alosa
- Alosa fallax
- Amblyraja hyperborea
- Amblyraja radiata
- Ameiurus melas
- Ameiurus nebulosus
- Ammodytes marinus
- Ammodytes tobianus
- Anarhichas denticulatus
- Anarhichas lupus
- Anarhichas minor
- Anguilla anguilla
- Anisarchus medius
- Aphanopus carbo
- Aphia minuta
- Arctozenus risso
- Argentina silus
- Argentina sphyraena
- Argyropelecus hemigymnus
- Argyropelecus olfersii
- Argyrosomus regius
- Arnoglossus laterna
- Artediellus atlanticus
- Auxis rochei
- Auxis thazard

## B
- Balistes capriscus
- Bathyraja spinicauda
- Belone belone
- Benthodesmus simonyi
- Benthosema glaciale
- Beryx decadactylus
- Blicca bjoerkna
- Boops boops
- Boreogadus saida
- Brama brama
- Brosme brosme
- Buenia jeffreysii
- Buglossidium luteum

## C
- Callionymus lyra
- Callionymus maculatus
- Callionymus reticulatus
- Capros aper
- Carassius auratus
- Carassius carassius
- Careproctus latiosus
- Careproctus moskalevi
- Careproctus reinhardti
- Centrolabrus exoletus
- Centrolophus niger
- Cetorhinus maximus
- Chauliodus sloani
- Cheilopogon heterurus
- Chelidonichthys cuculus
- Chelidonichthys lucerna
- Chelon labrosus
- Chimaera monstrosa
- Chirolophis ascanii
- Chlamydoselachus anguineus
- Ciliata mustela
- Ciliata septentrionalis
- Clupea harengus
- Cobitis taenia
- Coelorinchus caelorhincus
- Conger conger
- Coregonus albula
- Coryphaenoides rupestris
- Cottunculus konstantinovi
- Cottunculus microps
- Cottus gobio
- Cottus poecilopus
- Crystallogobius linearis
- Ctenolabrus rupestris
- Cyclopteropsis mcalpini
- Cyclopterus lumpus
- Cyclothone alba
- Cyprinus carpio

## D
- Dalatias licha
- Dasyatis pastinaca
- Deania calcea
- Dicentrarchus labrax
- Diplecogaster bimaculata
- Dipturus batis
- Dipturus nidarosiensis
- Dipturus oxyrinchus

## E
- Echiodon drummondii
- Enchelyopus cimbrius
- Engraulis encrasicolus
- Entelurus aequoreus
- Epigonus telescopus
- Esox lucius
- Etmopterus spinax
- Eumicrotremus spinosus
- Euthynnus alletteratus
- Eutrigla gurnardus

## G
- Gadiculus thori
- Gadus morhua
- Gaidropsarus argentatus
- Gaidropsarus mediterraneus
- Gaidropsarus vulgaris
- Galeorhinus galeus
- Galeus melastomus
- Gasterosteus aculeatus
- Glyptocephalus cynoglossus
- Gobio gobio
- Gobius niger
- Gobiusculus flavescens
- Gymnammodytes semisquamatus
- Gymnocanthus tricuspis
- Gymnocephalus cernua

## H
- Helicolenus dactylopterus
- Hexanchus griseus
- Himantolophus groenlandicus
- Hippoglossoides platessoides
- Hippoglossus hippoglossus
- Hyperoglyphe perciformis
- Hyperoplus lanceolatus

## I
- Icelus bicornis
- Isurus oxyrinchus

## K
- Katsuwonus pelamis

## L
- Labrus bergylta
- Labrus mixtus
- Lamna nasus
- Lampanyctus macdonaldi
- Lampetra fluviatilis
- Lampetra planeri
- Lampris guttatus
- Lebetus scorpioides
- Lepidopus caudatus
- Lepidorhombus whiffiagonis
- Leptagonus decagonus
- Leptoclinus maculatus
- Lesueurigobius friesii
- Lethenteron camtschaticum
- Leucaspius delineatus
- Leuciscus aspius
- Leuciscus idus
- Leucoraja circularis
- Leucoraja fullonica
- Limanda limanda
- Liopsetta glacialis
- Liparis fabricii
- Liparis liparis
- Liparis montagui
- Lipophrys pholis
- Liza aurata
- Liza ramada
- Lophius piscatorius
- Lota lota
- Lumpenus lampretaeformis
- Luvarus imperialis
- Lycenchelys muraena
- Lycenchelys sarsii
- Lycodes esmarkii
- Lycodes eudipleurostictus
- Lycodes frigidus
- Lycodes gracilis
- Lycodes pallidus
- Lycodes rossi
- Lycodes seminudus
- Lycodes squamiventer
- Lycodonus flagellicauda

## M
- Macroramphosus scolopax
- Macrourus berglax
- Malacocephalus laevis
- Mallotus villosus
- Maurolicus muelleri
- Melanogrammus aeglefinus
- Merlangius merlangus
- Merluccius merluccius
- Micrenophrys lilljeborgii
- Micromesistius poutassou
- Microstomus kitt
- Mola mola
- Molva dypterygia
- Molva molva
- Mullus barbatus barbatus
- Mullus surmuletus
- Mustelus asterias
- Myctophum punctatum
- Myliobatis aquila
- Myoxocephalus quadricornis
- Myoxocephalus scorpius
- Myxine glutinosa

## N
- Naucrates ductor
- Nemichthys scolopaceus
- Nerophis lumbriciformis
- Nerophis ophidion
- Nesiarchus nasutus
- Notacanthus chemnitzii
- Notoscopelus kroyeri

## O
- Oncorhynchus gorbuscha
- Oncorhynchus keta
- Oncorhynchus mykiss
- Orcynopsis unicolor
- Osmerus eperlanus

## P
- Pagellus bogaraveo
- Paralepis coregonoides
- Paraliparis bathybius
- Perca fluviatilis
- Petromyzon marinus
- Pholis gunnellus
- Phoxinus phoxinus
- Phrynorhombus norvegicus
- Phycis blennoides
- Platichthys flesus
- Pleuronectes platessa
- Pollachius pollachius
- Pollachius virens
- Polyprion americanus
- Pomatoschistus microps
- Pomatoschistus minutus
- Pomatoschistus norvegicus
- Pomatoschistus pictus
- Prionace glauca
- Protomyctophum arcticum
- Pterycombus brama
- Pungitius pungitius

## R
- Raja clavata
- Raja montagui
- Rajella fyllae
- Rajella lintea[1]
- Raniceps raninus
- Regalecus glesne
- Reinhardtius hippoglossoides
- Remora remora
- Rhodichthys melanocephalus
- Rhodichthys regina
- Rutilus rutilus

## S
- Salmo salar
- Salmo trutta
- Salvelinus alpinus alpinus
- Salvelinus fontinalis
- Salvelinus lepechini
- Salvelinus namaycush
- Salvelinus salvelinoinsularis
- Sander lucioperca
- Sarda sarda
- Sardina pilchardus
- Schedophilus medusophagus
- Scomber scombrus
- Scomberesox saurus
- Scophthalmus maximus
- Scophthalmus rhombus
- Scyliorhinus canicula
- Scyliorhinus stellaris
- Sebastes mentella
- Sebastes norvegicus
- Sebastes viviparus
- Solea solea
- Somniosus microcephalus
- Spinachia spinachia
- Spondyliosoma cantharus
- Sprattus sprattus
- Squalius cephalus
- Squalus acanthias
- Squatina squatina
- Stomias boa
- Symphodus melops
- Syngnathus acus
- Syngnathus rostellatus
- Syngnathus typhle

## T
- Taractes asper
- Taractichthys longipinnis
- Taurulus bubalis
- Theragra finnmarchica[2]
- Thorogobius ephippiatus
- Thunnus thynnus
- Thymallus thymallus
- Tinca tinca
- Trachinotus ovatus
- Trachinus draco
- Trachipterus arcticus
- Trachurus trachurus
- Trichiurus lepturus
- Trigla lyra
- Trigloporus lastoviza
- Triglops murrayi
- Triglops pingelii
- Trisopterus esmarkii
- Trisopterus luscus
- Trisopterus minutus

## X
- Xiphias gladius

## Z
- Zeugopterus punctatus
- Zeus faber
- Zoarces viviparus[3]